# 罗格·塔尔罗特
罗格·塔尔罗特（瑞典語：Roger Tallroth，1960年9月28日—），瑞典男子摔跤运动员。他曾代表瑞典参加1984年和1988年夏季奥林匹克运动会摔跤比赛，其中1984年奥运会获得一枚银牌。